# Boys' Town FC
El Boys' Town FC és un club jamaicà de futbol de la ciutat de Kingston.

## Palmarès
- Lliga jamaicana de futbol: [1]
  - 1984, 1986, 1988

- Copa jamaicana de futbol: [2]
  - 2009